# Karabinek AK-103

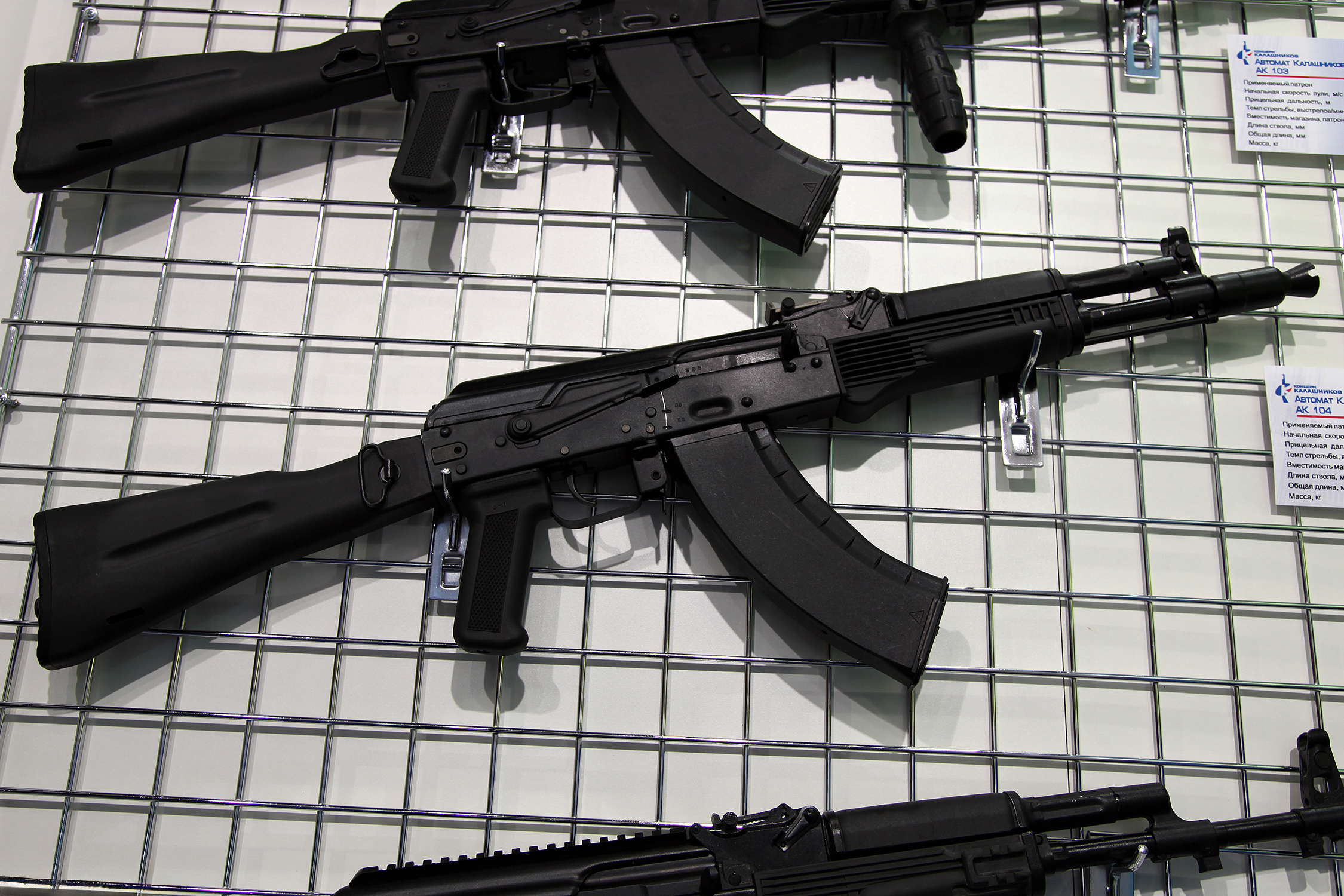
AK-104

AK-103 – rosyjski karabinek automatyczny. AK-103 zaprojektowano z wykorzystaniem podzespołów karabinka AK-74M, ale strzela nabojem pośrednim kalibru 7,62 × 39 mm i traktowany jest jako następca AKM w ofercie Iżmaszu.
AK-103 różni się od AKM zastosowaniem składanej na bok broni kolby, polimerowego łoża i wielofunkcyjnego urządzenia wylotowego. Pod karabinkiem może być podwieszany granatnik podlufowy GP-30 kalibru 40 mm. Wersją skróconą tej broni jest subkarabinek AK-104 (lufa długości 314 mm, długość całkowita 824/586 mm, masa 3 kg).
AK-103 był początkowo produkowany w niewielkich ilościach dla armii rosyjskiej w której zastępował najbardziej wyeksploatowane egzemplarze AKM. 

## Opis
AK-103 jest bronią samoczynno-samopowtarzalną. Automatyka broni działa na zasadzie odprowadzania gazów prochowych z długim skokiem tłoka gazowego. Zamek ryglowany przez obrót (2 rygle). Rękojeść przeładowania po prawej stronie broni, związana z suwadłem. Mechanizm spustowy z przełącznikiem rodzaju ognia. Skrzydełko bezpiecznika/przełącznika rodzaju ognia po prawej stronie komory zamkowej w pozycji zabezpieczonej zasłania wycięcie, w którym porusza się rękojeść przeładowania. Magazynki 30-nabojowe, wymienne z AK i AKM. Kolba z tworzywa sztucznego, składana. Przyrządy celownicze mechaniczne, składają się z muszki i celownika krzywkowego (nastawy do 1000 m), broń wyposażona jest w boczny montaż celownika optycznego.

## Użytkownicy
- Arabia Saudyjska[1]
- Armenia[2]
- Wenezuela – W maju 2005 roku 100 000 karabinków AK-103 i licencję na ich produkcję zakupiła Wenezuela. AK-103 ma zastąpić w tym kraju karabiny FN FAL. Zamówione karabinki zostały dostarczone do końca 2006 roku (30 000 w czerwcu[3], 32 000 w sierpniu i 28 000 w grudniu tego roku). Do 2021 roku pełną moc produkcyjna ma osiągnąć fabryka karabinów[4] w stanie Aragua, która ma produkować 50 000 AK-103 rocznie.